# Brian Bowditch
Brian Hayward Bowditch (* 1961 in Neath (Wales)) ist ein britischer Mathematiker, der sich mit Differentialgeometrie (Riemannsche Geometrie, metrische Geometrie), hyperbolischer Geometrie und geometrischer Gruppentheorie befasst. Er ist Professor an der University of Warwick.

## Leben
Bowditch wuchs in Port Talbot auf und studierte 1979 bis 1983 Mathematik an der Universität Cambridge. Er wurde 1988 bei David Epstein an der University of Warwick promoviert (Geometrical Finiteness for Hyperbolic Groups). Als Post-Doktorand war er am Institute for Advanced Studies, am IHES, an der Universität Melbourne und der Universität Aberdeen. 1992 bis 2007 war er an der University of Southampton, wo er Professor wurde, und danach an der University of Warwick.
Er war unter anderem Gastwissenschaftler in Zürich, Auckland, Melbourne, Lille, Toulouse, Straßburg, Bonn (Max-Planck-Institut für Mathematik), Dijon, am Tokyo Institute of Technology, am CRM in Barcelona, am Isaac Newton Institute und Bernoulli Centre in Lausanne.
Er übertrug geometrische Endlichkeitssätze für Kleinsche Gruppen von Isometriegruppen hyperbolischer Räume in zwei und drei Dimensionen auf höhere Dimensionen. In den 1990er Jahren untersuchte er die Ränder im Unendlichen von hyperbolischen Gruppen (nach Mikhail Gromov) und bewies die Cut Point Conjecture, dass hyperbolische Gruppen mit einem Ende keine global trennenden Punkte ("global cut points") haben. Er gab 1998 eine topologische Charakterisierung hyperbolischer Gruppen über ihre Gruppenwirkung auf dem Rand (Konvergenz-Eigenschaft). Schon vorher war bekannt, dass die Wirkung der Gruppe auf Tripeln verschiedener Punkte des Randes diskontinuierlich und kokompakt ist, Bowditch bewies, dass aus diesem Verhalten umgekehrt auch folgt, dass die Gruppe eine hyperbolische Gruppe ist, was Gromov vermutet hatte. Bowditch gab auch eine neue Theorie der JSJ-Zerlegung, die über die ursprüngliche von Zlil Sela hinausgeht. In einer 2012 veröffentlichten, aber bereits in den 90er Jahren geschriebenen Arbeit legte er die Grundlagen der Theorie relativ hyperbolischer Gruppen.
2006 gab er einen neuen Beweis der Hyperbolizität des Kurvenkomplexes, zuerst von Howard Masur, Yair Minsky 1999 bewiesen. Der Kurvenkomplex wurde 1978 von William James Harvey eingeführt und spielt eine bedeutende Rolle beim Studium von Abbildungsklassengruppen und der Geometrie des Teichmüllerraums.
2007 löste er das Engel-Problem von John Horton Conway aus der kombinatorischen Spieltheorie. Im Engel und Teufel Spiel kann ein Engel der Mächtigkeit k maximal k Schritte in der Art eines Schachkönigs auf einem unendlichen Schachbrett in jede der beiden Richtungen pro Zug machen und startet am Ursprung. Der Teufel entfernt in jedem Zug jeweils einen Stein, die der Engel überspringen kann, auf denen er aber nicht mehr landen kann, und gewinnt, falls der Engel sich nicht mehr bewegen kann. Berlekamp bewies, dass der Teufel eine Gewinnstrategie für k=1 hat. Bowditch bewies, dass ein Engel der Mächtigkeit 4 eine Gewinnstrategie hat. Bald darauf bewiesen Andras Mathé und O. Kloster unabhängig, dass auch für k=2 eine Gewinnstrategie für den Engel existiert.
1997 erhielt er den Whitehead-Preis. 2004 war er Invited Speaker auf dem Europäischen Mathematikerkongress in Stockholm (Hyperbolic 3-manifolds and the geometry of the curve complex).

## Schriften
- Geometrical finiteness for hyperbolic groups. J. Funct. Anal. 113 (1993), 245–317
- Geometrical finiteness with variable negative curvature. Duke Math. J., 77 (1995), 229–274.
- Group actions on trees and dendrons. Topology 37 (1998), 1275–1298
- Boundaries of strongly accessible hyperbolic groups. in: The Epstein birthday schrift, Geometry&Topology Monographs, vol. 1, Geom. Topol. Publ., Coventry, 1998, S.  51–97
- A topological characterisation of hyperbolic groups. J. Amer. Math. Soc. 11 (1998), 643–667
- Cut points and canonical splittings of hyperbolic groups. Acta Math. 180 (1998), 145–186
- Intersection numbers and the hyperbolicity of the curve complex. J. reine angew. Math. 598 (2006), 105–129.
- Tight geodesics in the curve complex. Invent. Math. 171 (2008), 281–300
- Relatively hyperbolic groups. Internat. J. Algebra Comput. 22 (2012),  no. 3., 1250016, 66p.